# Músculo orbicular da boca
Em anatomia humana, o músculo orbicular da boca é um complexo de músculos nos lábios que envolve a boca. É um esfíncter, ou músculo circular, mas na verdade é composto por quatro quadrantes independentes que se entrelaçam e dão apenas uma aparência de circularidade.
É também um dos músculos utilizados na execução de todos os instrumentos de sopro e alguns instrumentos de sopro. Esse músculo fecha a boca e enruga os lábios quando se contrai.

## Anatomia
O orbicular da boca não é um músculo esfincteriano simples como o orbicular do olho; consiste em numerosos estratos de fibras musculares ao redor do orifício da boca, mas com direção diferente.
Consiste em parte de fibras derivadas dos outros músculos faciais que são inseridos nos lábios e em parte de fibras próprias dos lábios. Do primeiro, um número considerável é derivado do bucinador e forma o estrato mais profundo do orbicular.
Algumas das fibras bucinadoras - ou seja, aquelas próximas ao meio do músculo - decussam no ângulo da boca, as que surgem da maxila passando para o lábio inferior e as da mandíbula para o lábio superior. As fibras superior e inferior do bucinador passam pelos lábios de um lado para o outro sem decussação.
Superficial para este estrato é um segundo, formado em ambos os lados pelo canino e triangular, que se cruzam no ângulo da boca; os do canino que passam para o lábio inferior e os dos triangulares para o lábio superior, ao longo dos quais correm, são inseridos na pele perto da linha mediana. Além disso, as fibras do quadratus labii superioris, do zygomaticus e do quadratus labii inferioris se misturam com as fibras transversais acima descritas e têm principalmente uma direção oblíqua.
As fibras adequadas dos lábios são oblíquas e passam da superfície inferior da pele para a membrana mucosa, através da espessura do lábio.
Finalmente, ocorrem as fibras pelas quais o músculo está conectado com a maxila e o septo do nariz acima e com a mandíbula abaixo. No lábio superior, consistem em duas bandas, lateral e medial, em ambos os lados da linha do meio; a banda lateral m. o incisivus labii superioris surge da borda alveolar da maxila, em frente ao dente incisivo lateral, e o arqueamento lateral para a frente é contínuo com os outros músculos no ângulo da boca; a banda medial m. o nasolabialis conecta o lábio superior à parte posterior do septo do nariz.
O intervalo entre as duas bandas mediais corresponde à depressão, chamada filtro, vista no lábio abaixo do septo nasal. As fibras adicionais para o lábio inferior constituem um deslizamento m. incisivus labii inferioris em ambos os lados da linha do meio; isso surge da mandíbula, lateral ao Mentalis, e se mistura com os outros músculos no ângulo da boca.

## Significado clínico
Ocasionalmente, os bebês nascem sem um ou ambos os lados deste músculo em particular, resultando em uma leve queda no lado afetado da face.

## Imagens adicionais

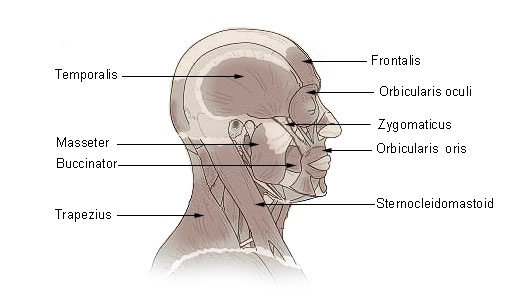
Músculos da cabeça e pescoço
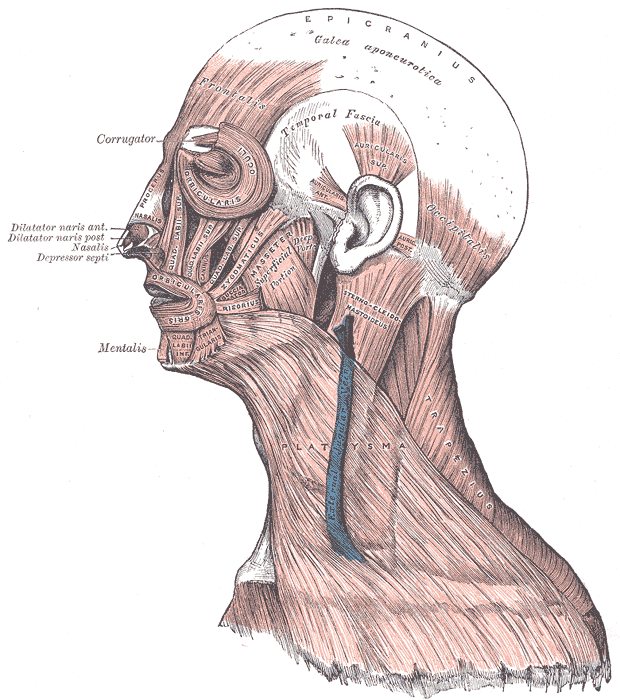
Músculos da cabeça, face e pescoço
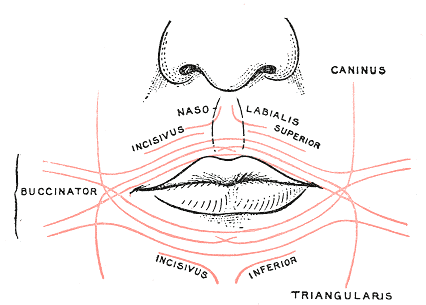
Esquema mostrando a disposição das fibras do músculo orbicular da boca